# Sing the Sorrow

Sing The Sorrow fut le premier album de AFI lancé sous un label discographique international. Cet album a été classé au Billboard américain, obtient un disque d'or le 30 avril 2003 et de platine en décembre 2004.
Date de sortie: 11 mars 2003
Label: Dreamworks

## Liste de chansons de cet album
1. "Miseria Cantare (The Beginning)" – 2:57
2. "The Leaving Song Pt. 2" – 3:31
3. "Bleed Black" – 4:15
4. "Silver and Cold" – 4:11
5. "Dancing Through Sunday" – 2:26
6. "Girl's Not Grey" – 3:10
7. "Death of Seasons" – 3:59
8. "The Great Disappointment" – 5:27
9. "Paper Airplanes (Makeshift Wings)" – 3:57
10. "This Celluloid Dream" – 4:11
11. "The Leaving Song" – 2:44
12. "...but home is nowhere" 15:06
13. "Spoken Word/This Time Imperfect"